# Eagle Air (Uganda)
Eagle Air (mã IATA 0 H7, mã ICAO = EGU) là hãng hàng không của Uganda, trụ sở ở Kampala. Hãng có các tuyến đường quốc nội và 2 tuyến quốc tế cùng các chuyến bay thuê bao tới các nước trong khu vực. Hãng có căn cứ ở Sân bay quốc tế Entebbe.

## Lịch sử
Eagle Air được thành lập tháng 6.1994 và bắt đầu hoạt động từ tháng 11.1994. Hãng do Tony Rubombora (Giám đốc điều hành) sở hữu 62.5% và Charles Muthama (Chủ tịch) 37.5%. Hãng hiện có 62 nhân viên (tháng 3/2007).

## Các nơi đến
(Tháng 6/2008):
- Uganda

- Arua
- Entebbe
- Gulu
- Kitgum
- Kidepo
- Moyo
- Pakuba

- Sudan

- Juba
- Yei

- Các chuyến thuê bao tới:
- Burundi
- Cộng hòa Congo
- Cộng hòa Dân chủ Congo
- Djibouti
- Ethiopia
- Kenya
- Malawi
- Rwanda
- Sudan
- Tanzania
- Zambia

## Đội máy bay
(Tháng 6/2008):
- 1 Beech 1900 5 chỗ ngồi
- 3 Let L-410 19 chỗ ngồi
- 1 Piper PA-34 Seneca 5 chỗ ngồi
- 1 Cessna 206 4 chỗ ngồi